# Giro della Castellania
Le Giro della Castellania est une course cycliste italienne disputée au mois d'avril autour de Cusio, dans le nord de la Lombardie. Créée en 1963, cette épreuve est réservée aux coureurs évoluant dans la catégorie des juniors,. Elle se déroule sur un parcours escarpé qui peut favoriser les grimpeurs.
Des cyclistes réputés comme Wladimiro Panizza, Claudio Chiappucci, Paolo Tiralongo ou Fabio Felline s'y sont imposés avant de passer dans les rangs professionnels. 

## Palmarès
| Année | Vainqueur             | Deuxième           | Troisième              |
| ----- | --------------------- | ------------------ | ---------------------- |
| 1963  | Giuseppe Bergamo      |                    |                        |
| 1964  | Wladimiro Panizza     |                    |                        |
| 1965  | Pietro Di Caterina    |                    |                        |
| 1966  | Pietro Gazzetta       |                    |                        |
| 1967  | Rodolfo Bianchi       |                    |                        |
| 1968  | Luigi Minigardi       |                    |                        |
| 1969  | Franco Lualdi         |                    |                        |
| 1970  | Giorgio Bugari        |                    |                        |
| 1971  | Luigi Feudo           |                    |                        |
| 1972  | Ferruccio Dianin      |                    |                        |
| 1973  | Alvaro Crespi         |                    |                        |
| 1974  | Luigi Gritti          |                    |                        |
| 1975  | Sergio Monetti        |                    |                        |
| 1976  | Fabrizio Fogliozzo    |                    |                        |
| 1977  | Ivano Gatti           |                    |                        |
| 1978  | Gian Battista Gozzini |                    |                        |
| 1979  | Angelo Alberti        |                    |                        |
| 1980  | Tullio Cortinovis     |                    |                        |
| 1981  | Claudio Chiappucci    |                    |                        |
| 1982  | Andrea De Mitri       |                    |                        |
| 1983  | Graziano Porta        |                    |                        |
| 1984  | Giuseppe Fontana      |                    |                        |
| 1985  | Giovanni Pederzoli    |                    |                        |
| 1986  | Davide Tinivella      |                    |                        |
| 1987  | Giorgio Bellini       |                    |                        |
| 1988  | Emilio Bettoni        |                    |                        |
| 1989  | Oscar Pozzi           |                    |                        |
| 1990  | Marco Della Vedova    |                    |                        |
| 1991  | Fabrizio Actis        |                    |                        |
| 1992  | Michele Rezzani       |                    |                        |
| 1993  | Oscar Mason           |                    |                        |
| 1994  | Paolo Tiralongo       |                    |                        |
| 1995  | M. Zanellato          |                    |                        |
| 1996  | Ivan Fanelli          |                    |                        |
| 1997  | William Galli         |                    |                        |
| 1998  | A. Antoniuzzo         |                    |                        |
| 1999  | Marco Osella          |                    |                        |
| 2000  | Pas organisé          | Pas organisé       | Pas organisé           |
| 2001  | Andrea Curino         |                    |                        |
| 2002  | Davide Viganò         |                    |                        |
| 2003  | Pierluigi Senor       |                    |                        |
| 2004  | Cristian Piras        |                    |                        |
| 2005  | Luca Barla            |                    |                        |
| 2006  | Tommaso Salvetti      |                    |                        |
| 2007  | Fabio Felline         | Alex Andreina      | Lorenzo Pavan          |
| 2008  | Gianfranco Zilioli    | Alberto Nardin     | Davide Orrico          |
| 2009  | Aldo Ghiron           | Andrea Magni       | Samuele Conti          |
| 2010  | Davide Jannuzzi       | Nicola Pesenti     | Andrea Sogne           |
| 2011  | Davide Busuito        | Simone Tadiello    | Carmelo Foti           |
| 2012  | Oliviero Troia        | Edward Ravasi      | Lorenzo Rota           |
| 2013  | Lorenzo Rota          | Mattia Viel        | Davide Debenedetti     |
| 2014  | Michel Piccot         | Alessio Ferrari    | Ottavio Dotti          |
| 2015  | Alessio Ferrari       | Stefano Ciardo     | Stefano Oldani         |
| 2016  | Stefano Oldani        | Aldo Caiati        | Alessandro Covi        |
| 2017  | Andrea Bagioli        | Karel Vacek        | Alessandro Santaromita |
| 2018  | Samuele Rubino        | Karel Vacek        | Alessandro Fancellu    |
| 2019  | Walter Calzoni        | Edoardo Coari      | Luca Cretti            |
| 2020  | Pas organisé          | Pas organisé       | Pas organisé           |
| 2021  | Dario Igor Belletta   | Luca Paletti       | Filippo Vanoni         |
| 2022  | Pietro Mattio         | Filippo Turconi    | Matteo Valentini       |
| 2023  | Mattia Sambinello     | Riccardo Archetti  | Pietro Valsecchi       |
| 2024  | Tommaso Quaglia       | Ludovico Mellano   | Filip Novák            |
| 2025  | Matteo Turconi        | Gabriele Scagliola | Gabriele Peluso        |